# Busca una mujer
Busca una mujer (también conocido como Un hombre busca una mujer) es el sexto álbum de estudio del cantante mexicano Luis Miguel, lanzado al mercado por Warner Music Group Latina el 25 de noviembre de 1988. Fue el octavo álbum más vendido de México, esto gracias al mega éxito del álbum: "La incondicional", cuyo videoclip después de ser estrenado en exclusiva en el programa Siempre en domingo con Raúl Velasco en 1989, rápidamente escaló a los primeros lugares, permaneciendo semanas en el Top Ten de muchos conteos en Estados Unidos e Hispanoamérica, convirtiéndose en el hit más importante del cantante hasta ese entonces. Fue a partir de este álbum donde Luis Miguel obtuvo un radical cambio de look, pasando de tener el icónico cabello largo que lo caracterizaba antes, a tener el cabello recortado, y musicalmente pasó de la música disco y el pop rock a las baladas románticas.

## Producción
El álbum Busca una mujer fue dirigido y producido de nueva cuenta por el cantautor, compositor y productor musical español Juan Carlos Calderón, que había trabajado en los dos anteriores álbumes de Luis Miguel, el cual constituyó un cambio no solo físico sino también de estilo y con ello un gran aumento a la popularidad del cantante. Busca una mujer fue el octavo álbum más vendido en la historia de México, marcando su regreso a los temas inéditos desde Palabra de honor en 1984 con más de 4 500 000 de copias vendidas.
Al igual que sus anteriores discos, Busca una mujer también tuvo una edición en portugués para Brasil con 2 canciones en este idioma, estas fueron las versiones de Fría como el viento y La incondicional, de las cuales solo la segunda fue publicada como sencillo oficial.
El primer sencillo lanzado de esta producción fue la canción que da título al álbum, "Un hombre busca una mujer". Le seguirían los sencillos "Fría como el viento" y más tarde, el más exitoso de todos: "La incondicional", cuyo video después de ser estrenado en exclusiva en el programa Siempre en domingo con Raúl Velasco en 1989, rápidamente escaló a los primeros lugares, permaneciendo semanas en el Top Ten de muchos conteos en Estados Unidos e Hispanoamérica, convirtiéndose en el hit más importante del cantante hasta ese entonces. 
Otros sencillos desprendidos de este álbum fueron "Culpable o no (Miénteme como siempre)", "Esa niña", "Separados" y "Por favor señora".
El disco fue grabado enteramente en sistema digital y la voz de Miguel fue grabada en Ibiza, España en el Mediterranean Sound Studio.
La interpretación especial de batería en "Esa niña", "Separados", "Por favor señora", "Pupilas de gato" y "Soy un perdedor" es por Jeff Porcaro.

## Lista de canciones
Todas las canciones escritas y compuestas por Juan Carlos Calderón, excepto donde se indique.. 
| Busca una mujer |                                         |                                          |          |  |
| N.º             | Título                                  | Escritor(es)                             | Duración |  |
| 1.              | «Fría como el viento»                   | Juan Carlos Calderón                     | 3:55     |  |
| 2.              | «Esa niña»                              | Juan Carlos Calderón                     | 4:06     |  |
| 3.              | «Culpable o no (Mienteme Como Siempre)» | Juan Carlos Calderón                     | 3:56     |  |
| 4.              | «Un hombre busca una mujer»             | Juan Carlos Calderón, Luis Gómez-Escolar | 3:35     |  |
| 5.              | «La incondicional»                      | Juan Carlos Calderón                     | 4:25     |  |
| 6.              | «Separados»                             | Juan Carlos Calderón, Luis Gómez-Escolar | 3:36     |  |
| 7.              | «Por favor señora»                      | Juan Carlos Calderón                     | 4:00     |  |
| 8.              | «Pupilas de gato»                       | Luna Fria                                | 3:59     |  |
| 9.              | «El primero»                            | Juan Carlos Calderón, Luis Gómez-Escolar | 3:14     |  |
| 10.             | «Soy un perdedor»                       | Tito Duarte                              | 4:12     |  |
| 38:53           |                                         |                                          |          |  |

Todas las canciones escritas y compuestas por Juan Carlos Calderón, excepto donde se indique.. 
| Busca una mujer: Edición Brasil |                             |                                          |          |  |
| N.º                             | Título                      | Escritor(es)                             | Duración |  |
| 1.                              | « Fría Como O Vento»        | Juan Carlos Calderón                     | 4:00     |  |
| 2.                              | «Esa niña»                  | Juan Carlos Calderón                     | 4:06     |  |
| 3.                              | «Culpable o no»             | Juan Carlos Calderón                     | 3:56     |  |
| 4.                              | «Un hombre busca una mujer» | Juan Carlos Calderón, Luis Gómez-Escolar | 3:30     |  |
| 5.                              | «A Incondicional»           | Juan Carlos Calderón                     | 4:35     |  |
| 6.                              | «Separados»                 | Juan Carlos Calderón, Luis Gómez-Escolar | 3:36     |  |
| 7.                              | «Por favor señora»          | Juan Carlos Calderón                     | 4:00     |  |
| 8.                              | «Pupilas de gato»           | Luna Fría                                | 3:59     |  |
| 9.                              | «El primero»                | Juan Carlos Calderón, Luis Gómez-Escolar | 3:14     |  |
| 10.                             | «Soy un perdedor»           | Tito Duarte                              | 4:12     |  |
| 39:56                           |                             |                                          |          |  |

© MCMLXXXVIII WEA Internacional S.A.

## Créditos y personal
- Juan Carlos Calderón - Arreglista, Teclados, Productor, Arreglo Vocal, Compositor
- Luis Miguel - Vocals, Coros, Arreglista.
- Dennis Belfield - Bajo
- Buzz Feiten - Guitarra
- Benny Faccone - Ingeniero
- Brad Gilderman - Ingeniero, Mezcla
- Gary Grant - trompeta y fliscorno
- Jerry Hey - trompeta y fliscorno
- Kim Hutchcroft - Saxofón Tenor
- Paul Jackson, Jr. - Guitarra
- Mary Jamison - Coros
- Andrea Bronston - Coros
- Doris - Coros
- Mikel - Coros
- Webo - Coros
- Alan Kaplan - trombón
- Randy Kerber - Arreglista, Teclados
- Stephen Marcussen - Masterización
- Carlos Martos - Ingeniero
- Vicente Callejo - Ingeniero
- LCW McCreardy - Saxofón alto
- Antonio Molto - Saxofón  en "Esa niña"
- Jeff Porcaro - Batería
- KC Porter - Arreglista, Teclados
- John "JR" Robinson - Batería
- Ivy Skoff - Productora, Coordinación de Producción
- Carlos Somonte - fotografía
- Joaquín Torres - Ingeniero, Cuerda, Doblajes
- Grabado en Estudios 55, Ocean Way Recording Studios, Suma Music Group (Hollywood, California, EE.UU.), Torresonido (Madrid, España) y Mediterranean Sound Studio (Ibiza, España).
- Mezclado en Suma Music Group (Hollywood, California, EE.UU.).
- Masterizado en Precision Lacquer Mastering (Hollywood, California, EE.UU.).